# Аје Козола (Алесандрија)
Аје Козола (итал. Aie Cosola) је насеље у Италији у округу Алесандрија, региону Пијемонт.
Према процени из 2011. у насељу је живело 22 становника. Насеље се налази на надморској висини од 954 м.